# Line Flem Høst
Line Flem Høst (født 10. november 1995) er en kvindelig norsk sejler fra Oslo. Hun vandt bronze ved VM i Laser Radial i 2020 i Melbourne. Hun deltog for første gang, ved Sommer-OL 2020 i Tokyo, i Laser Radial. Hun blev samlet nummer 8.